# Ciro Immobile
Ciro Immobile, född 20 februari 1990 i Torre Annunziata, Italien, är en italiensk fotbollsspelare som spelar som anfallare för Beşiktaş. Immobile spelar även för Italiens fotbollslandslag. Han är vinnare av skytteligan i Serie A: 2013–14 (22 mål), 2017–18 (29 mål), 2019–20 (36 mål och 2021–22 (27 mål). Samt vinnare av Guldskon 2019-20.